# Crux (opowiadanie)
Crux – opowiadanie Jacka Dukaja, wydane w książkach PL +50. Historie przyszłości w 2004 roku oraz Król Bólu w roku 2010.

## Opis fabuły
Akcja toczy się w przyszłości. Na skutek rozwoju technologicznego (głównie nanotechnologii) i zwiększania świadczeń socjalnych w 24-milionowej Polsce ponad 80% ludzi nie musi pracować, by przeżyć – wszystko zapewnia państwo. Ludzie tacy, utrzymywani przez instytucje pomocy społecznej, zwą się socjerami i nie mają większego wpływu na politykę. Krajem rządzi 12 rodzin magnackich (system arystokracji moderowanej), a wokół nich skupia się klasa wysoko wykształconych pracowników – ludzi bogatych. W tym świecie, Zygmunt Ćwiecz, pracownik Czermu (firmy zajmującej się wywoływaniem kontrolowanych kryzysów gospodarczych mających zmaksymalizować zyski) próbuje uzdrowić ciężko rannego ojca, udając się do tytułowego Cruxa – ludowej legendy, wyzwoliciela socjerów.

## Analiza
Opowiadanie to porusza tematykę religijną, a postać Cruxa jest nawiązaniem do postaci Jezusa. Dukaj odwołuje się też do motywów mających tradycje romantyczne, takich jak sarmatyzm i mesjanizm.